# Dynasty Warriors 6
Dynasty Warriors 6, in Giappone Shin: Sangoku musō 5 (真・三國無双5?), è un videogioco d'azione/hack 'n slash ambientato nella Cina antica, durante un periodo chiamato dei Tre regni (intorno al 200 d.C.). Questo gioco è il sesto capitolo nella serie di Dynasty Warriors, sviluppata dalla Omega Force e pubblicata dalla Koei. Il titolo è stato pubblicato l'11 novembre 2007 in Giappone; il 19 febbraio 2008 in America del Nord ed il 7 marzo 2008 in Europa. Una versione del videogioco è stata resa disponibile nella confezione della PlayStation 3 40 GB in Giappone. Dynasty Warriors 6 è stato pubblicato anche per Microsoft Windows nel luglio 2008. Dynasty Warriors 6: Empires è stato annunciato per PlayStation 3 e Xbox 360, in occasione del Tokyo Game Show 2008.

## Accoglienza
| Testata         | Versione | Giudizio |
| --------------- | -------- | -------- |
| Play Generation | PS3      | 77/100   |

La rivista Play Generation diede alla versione per PlayStation 3 un punteggio di 77/100, trovando i duelli "1 contro 1000" belli da vedere, ma la ripetitività dell'azione e le scarse novità facevano "scricchiolare" la serie.